# Karrajärvi (Gällivare socken, Lappland, 745690-174962)
Karrajärvi är en sjö i Gällivare kommun i Lappland och ingår i Kalixälvens huvudavrinningsområde. Sjön har en area på 0,237 kvadratkilometer och ligger 268 meter över havet.

## Delavrinningsområde
Karrajärvi ingår i det delavrinningsområde (745733-174963) som SMHI kallar för Ovan 745675-174954. Medelhöjden är 270 meter över havet och ytan är 0,96 kvadratkilometer. Det finns inga avrinningsområden uppströms utan avrinningsområdet är högsta punkten. Vattendraget som avvattnar avrinningsområdet har biflödesordning 5, vilket innebär att vattnet flödar genom totalt 5 vattendrag innan det når havet efter 190 kilometer. Avrinningsområdet består mestadels av skog (51 procent) och sankmarker (25 procent). Avrinningsområdet har 0,24 kvadratkilometer vattenytor vilket ger det en sjöprocent på 24,7 procent.